# Juana María de los Dolores de León Smith

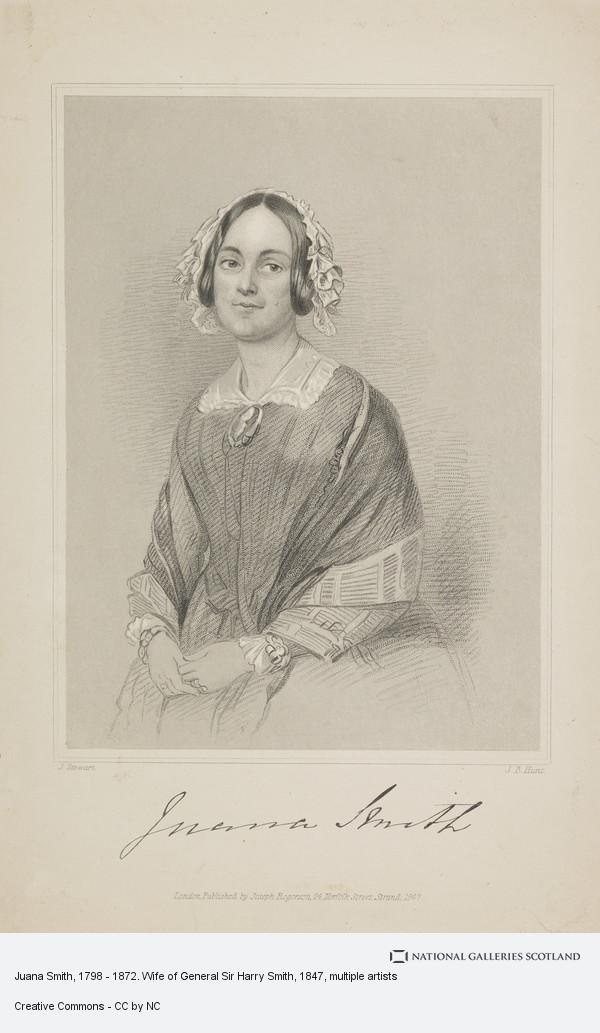
Juana Smith, gemalt von J.B. Hunt (1847)

Juana María de los Dolores de León Smith (* 27. März 1798; † 12. Oktober 1872) war die Ehefrau des britischen Generals Sir Harry Smith, Gouverneur der britischen Kapkolonie.
Juana wurde als Spross einer alten spanischen Adelsfamilie geboren; sie war eine Urenkelin von Juan Ponce de León. Sie war früh verwaist und lebte zusammen mit ihrer Schwester in Badajoz. Im Jahre 1812 – Juana war knapp 14 – wurde ihre Heimatstadt im Rahmen des spanischen Unabhängigkeitskrieges zum vierten Mal durch britische und portugiesische Truppen belagert. Nach der außergewöhnlich blutigen Erstürmung der Stadt suchten die Schwestern Schutz vor den plündernden und raubenden Soldaten bei einigen britischen Offizieren, deren Feldlager sie nahe der Stadtmauer ausgemacht hatten. Einer der Offiziere war Hauptmann Harry Smith, von den 95th Rifles, einer seinerzeit innovativen und unkonventionellen Einheit leichter Infanterie. Smith und Juana heirateten wenige Tage später. Die Ehe blieb kinderlos.
In der Folge begleitete sie ihren Ehemann durch den ganzen Feldzug. Sie ritt mit dem Regimentsgepäck oder der Truppe und lebte in Feldlager oder Quartier. Aufgrund ihrer Schönheit, ihres Mutes, ihrer Verlässlichkeit und ihres liebenswerten Charakters gewann sie die Zuneigung der Offiziere – einschließlich des Herzogs von Wellington, der sie vertraulich „Juanita“ nannte. Ihr galt auch der Respekt und die Verehrung der Soldaten.
Mit Ausnahme seiner Tour im Britisch-Amerikanischen Krieg begleitete sie ihren Ehemann auf allen Einsätzen. So lebte sie auch über viele Jahre in Südafrika, wo Sir Harry mehrfach in verschiedenen Verwendungen tätig war. Dort prägt sie etwa den Begriff spanspek für Cantaloupe-Melonen, da sie diese anstelle von Schinken zum Frühstück aß. 1848 wurde ihr eine Pension von jährlich 500 £ zugesprochen. Nach dem Tod ihres Mannes im Jahre 1860 erhielt sie suo jure den Titel „Lady Smith“.
Nach Juana Smith sind eine Reihe von Städten benannt, zuvorderst Ladysmith in KwaZulu-Natal, Südafrika, aber auch Ladismith in der Westkap-Provinz, Südafrika, und (indirekt) Ladysmith, British Columbia, Kanada und Ladysmith, Wisconsin, USA.
Georgette Heyers historischer Roman Die spanische Braut erzählt die Geschichte der Smiths vom Sturm auf Badajoz bis zur Schlacht von Waterloo und basiert auf der Autobiografie Harry Smiths und weiteren zeitgenössischen Quellen.